# Grete Gillet

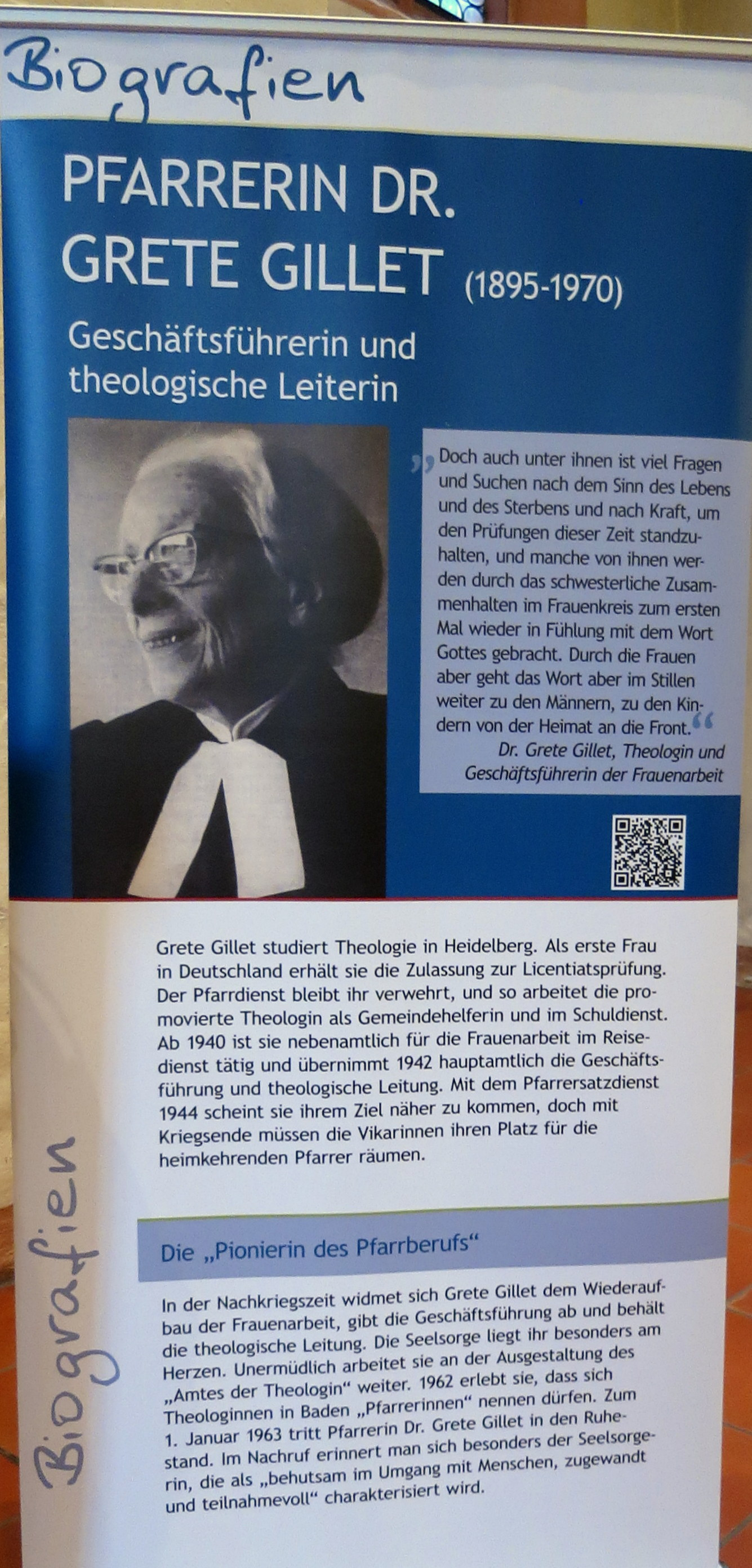
Grete Gillet – Vorkämpferin für die Ordination von Theologinnen

Grete Gillet (* 23. Juli 1895 in Nienburg an der Weser; † 2. Juni 1970 in Heidelberg) hat als eine der ersten Theologinnen und als dienstälteste Theologin in Deutschland maßgeblich dazu beigetragen, den Weg für Frauen in den Pfarrberuf zu ermöglichen. Sie war Mitbegründerin des Verbands Evangelischer Theologinnen Deutschlands und leitete seit 1940 die Frauenarbeit der Evangelischen Landeskirche in Baden. Sie war Herausgeberin der Monatszeitschrift „Der Kreis. Ein Blatt für die evangelische Frau“ und war nach dem Krieg hauptberuflich als Leiterin der badischen Frauenarbeit tätig.

## Leben
Grete Gillet war das einzige Kind der Eheleute Franz und Agnes Gillet. Ihr Vater stammte aus der Nähe von Malmedy an der Grenze zu Belgien und war katholisch, ihre Mutter, geborene Wirker, stammte aus Niedersachsen und war evangelisch. Die Eltern ließen sich evangelisch trauen und Grete wurde evangelisch erzogen. Kindheit und Jugend verbrachte sie in Hannover, wohin die Familie 1901 nach der Versetzung des Vaters – er war Grundbuchbeamter – umgezogen war.

### Prägungen in Kindheit und Jugend
Über ihre Kindheit schrieb sie: „Obwohl als einziges Kind in mancher Hinsicht verwöhnt, war meine Kindheit ohne Geschwister und infolge anderer Verhältnisse nicht restlos glücklich. Ich wurde ein begabtes, frühreifes, einsames Kind, das lieber in der Welt der Träume als in der Wirklichkeit lebte.“
Zwei Ereignisse gewannen für sie besondere Bedeutung: Die Konfirmation am Palmsonntag 1910, die ihrem unklaren Sehnen eine feste Richtung auf das Ewige gab. Ihr Konfirmationsspruch aus dem Johannesevangelium „Ich bin das Licht der Welt; wer mir nachfolgt, der wird nicht wandeln in der Finsternis, sondern wird das Licht des Lebens haben“ (Joh 8,12 ) begleitete sie ein Leben lang.

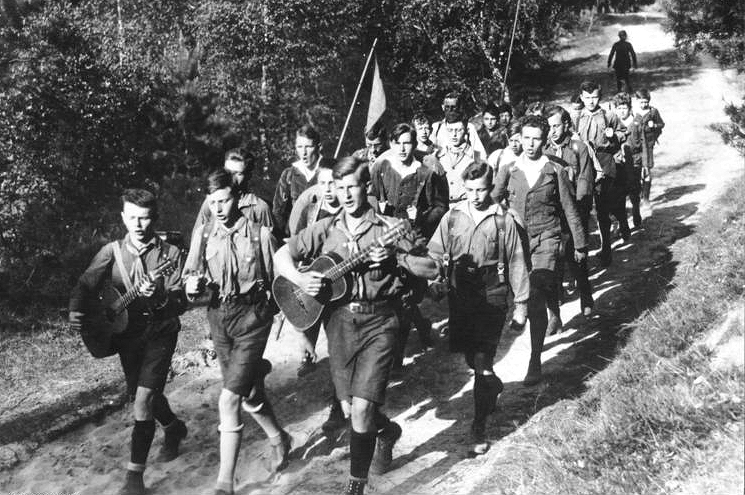
Gruppe des Wandervogels aus Berlin

Das zweite Ereignis war ihr Eintritt in die Freideutsche Jugendbewegung, den Wandervogel. Dort lernte sie auf Wanderungen die Natur kennen und lieben, fand Lebensziele und Gleichgesinnte, gewann Selbstsicherheit. 1915 legt sie an der Sophienschule in Hannover das Abitur ab und begann mit dem Ziel, Lehrerin zu werden, in Marburg Religion, Deutsch und Geschichte zu studieren. Schnell wurde ihr Interesse für die theologische Wissenschaft geweckt. Im Wintersemester 1916/1917 wechselte sie nach Berlin, engagierte sich neben dem Studium in einem sozialen Stadtteilprojekt, in der „Sozialen Arbeitsgemeinschaft Berlin-Ost“.

### Hinwendung zur Theologie
Im Sommersemester 1917 wechselte sie nach Heidelberg und ganz zur Theologie. Sie studierte im Schwerpunkt Neues Testament bei Martin Dibelius. Als eine der ersten Frauen in Deutschland wurde Grete Gillet am 10. April 1919 von der Theologischen Fakultät zur sogenannten Lizentiatenprüfung zugelassen. Ihre Doktorarbeit mit dem Titel Evangelium, Studien zu urchristlichen Missionssprache wurde mit „magna cum laude“ ausgezeichnet. Der Krieg habe sie „zur Theologie und zur Kirche getrieben“, notierte sie später, „da mir gleich am Beginn meines Studiums eine liebe Hoffnung, eine schönere Zukunft, durch den Krieg genommen wurde, musste ich mich einer anderen, das Leben erfüllenden Aufgabe“ zuwenden.
Grete Gillet blieb in Baden, das ihr zur zweiten Heimat wurde. Möglicherweise spielte es eine Rolle, dass die badische Landeskirche im Jahr 1915 als erste Kirche Frauen zur theologischen Prüfung zugelassen hatte. Elsbeth Oberbeck hatte hier 1916 das 1. und 1917 das 2. Theologische Examen abgelegt. Wahrscheinlich hoffte Grete Gillet, dass es hier einfacher sein würde, als Theologin eine Anstellung und eine berufliche Perspektive zu finden. Im Frühjahr 1919 legte sie vor dem Evangelischen Oberkirchenrat in Karlsruhe das 1. und nach der praktisch-theologischen Ausbildung im Frühjahr 1920 das 2. Theologische Examen ab. Im Unterschied zu ihren männlichen Kommilitonen wurde sie nicht in den landeskirchlichen Dienst übernommen.

### Arbeit als Gemeindehelferin
Sie arbeitete, angestellt von der Kirchengemeinde Waldkirch, als „Gemeindehelferin“, hielt Kindergottesdienst und Bibelstunden, leitete den Arbeiterinnenverein und den Mädchenbund, besuchte Frauen und Mädchen im Krankenhaus und auch im Gefängnis, erledigte schriftliche Arbeiten für den Pfarrer. Nicht einmal „Pfarrgehilfin“ durfte sie sich nennen, denn das hätte als Vertretung des Pfarrers missverstanden werden können. So war die Begründung durch den Oberkirchenrat formuliert. Es dauerte noch über 40 Jahre, bis sich 1962 Theologinnen in Baden Pfarrerinnen nennen durften. Wenige Monate vor ihrem Ruhestand wurde auch Grete Gillet dieser Titel verliehen.

### Landeskirchlicher Dienst
Als die Gemeinde 1923 die Stelle nicht mehr finanzieren konnte, wurde Grete Gillet – als erste Frau – in den landeskirchlichen Dienst übernommen. Sie wurde als Religionslehrerin in Mannheim eingesetzt, unterrichtete für die nächsten knapp 16 Jahre an Berufs- und Fachschulen für Mädchen und junge Frauen. 1928 wurde sie als Beamtenanwärterin in den Staatsdienst übernommen. 1930 wurde ihr der Titel „Professor“ verliehen, der ihr 1940 durch Erlass des Ministers für Kultus und Unterricht wieder entzogen wurde. Als ihr 1935 vom Land Baden gekündigt wurde (die NS-Regierung behinderte zunehmend die Erteilung von Religionsunterricht, bis er 1938 an Berufs- und Fachschulen komplett aufgehoben wurde), wurde sie wieder in den kirchlichen Dienst übernommen. Und sie wurde 1936 (!) nachträglich unter die badischen Pfarrkandidaten des Jahrgangs 1920a (das Jahr, in dem sie das 2. Theologische Examen abgelegt hatte) aufgenommen. Sie selbst sah den Grund für ihre Kündigung in ihrer kirchentreuen Haltung und ihrer Zugehörigkeit zur Bekennenden Kirche.

### Pfarrdienst als Vikarin

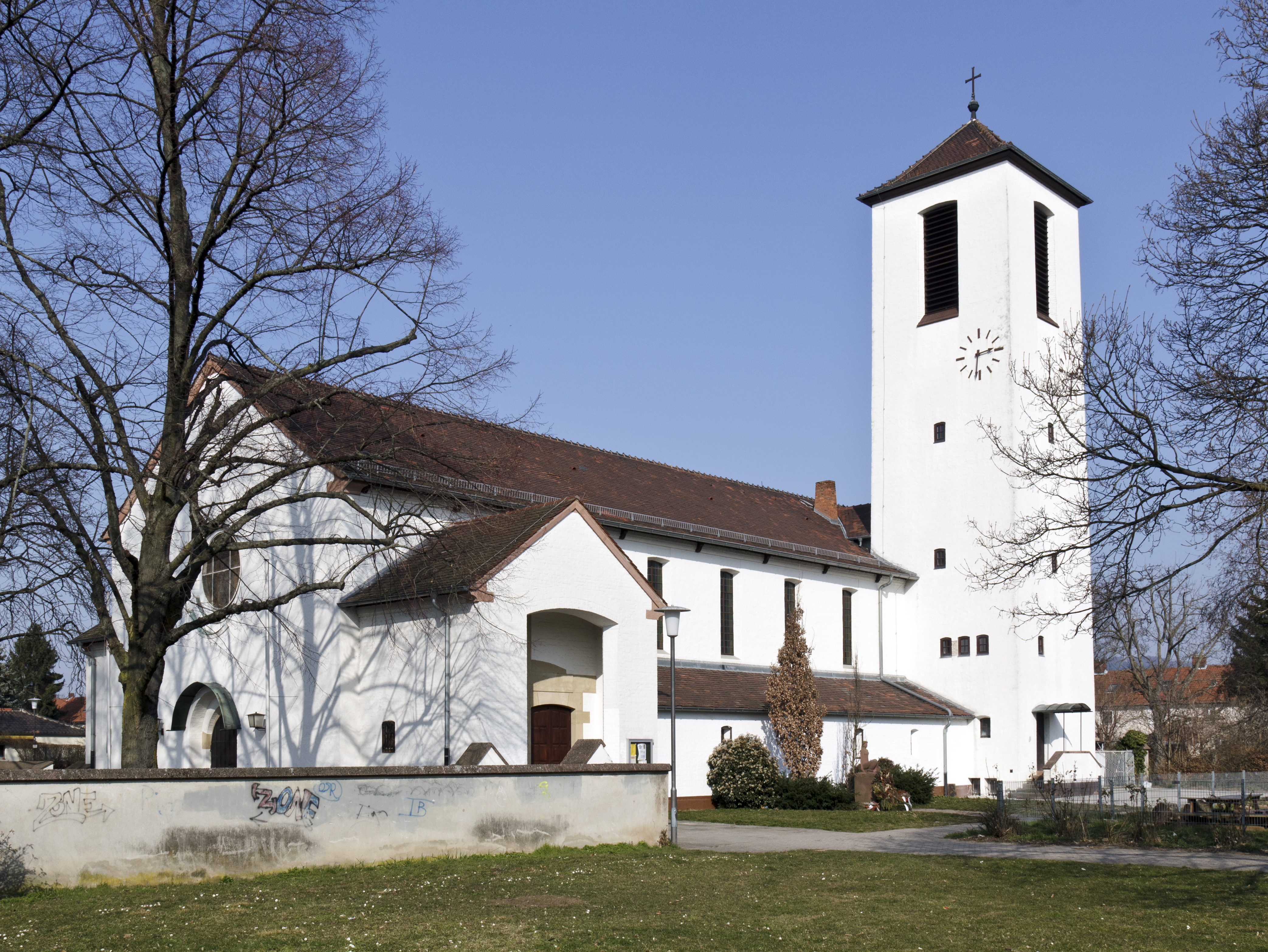
Heidelberg-Pfaffengrund, Evangelische Emmaus-Kirche

1938 stellte sie wegen eines Gehörleidens den Antrag, zur Frauenarbeit nach Karlsruhe versetzt zu werden. Die Kirchenleitung befürwortete dies, die vom Reichsministerium für die Kirchlichen Angelegenheiten eingesetzte Finanzabteilung im Oberkirchenrat lehnte den Antrag ab. Es dauerte weitere Jahre, bis Grete Gillet, ab 1940 nebenamtlich und ab 1942 hauptberuflich, zur Frauenarbeit wechseln konnte.
Am 23. Januar 1944 wurde Grete Gillet zusammen mit acht weiteren Theologinnen in der Karlsruher Schlosskirche „zum Dienst der Vikarin eingesegnet“. Die Frauen wurden nicht ordiniert; die Ordination und die damit verbundenen Rechte und Pflichten der Verkündigung, der Sakramentsverwaltung, der Gemeindeleitung blieben weiterhin Männern vorbehalten. Gleichwohl wurden die Vikarinnen zur Versehung des Pfarrdienstes in die kriegsbedingt verwaisten Pfarreien gesandt. Die äußere Notsituation ließ die bisherigen theologischen Bedenken gegen Frauen im Pfarramt zurücktreten und hob die Beschränkung der Theologinnen auf den Dienst an Frauen und Kinder auf. Im November 1944 wurde Grete Gillet zur Versehung der Pfarrei Heidelberg-Pfaffengrund abgeordnet. Die Geschäftsstelle der Frauenarbeit und die Sekretärin Lore Sauder zogen aus „praktischen“ Gründen mit, nachdem das Dienstgebäude in Karlsruhe nach einem Bombenangriff schwer beschädigt worden war.

### Aufbau der Frauenarbeit nach dem Krieg

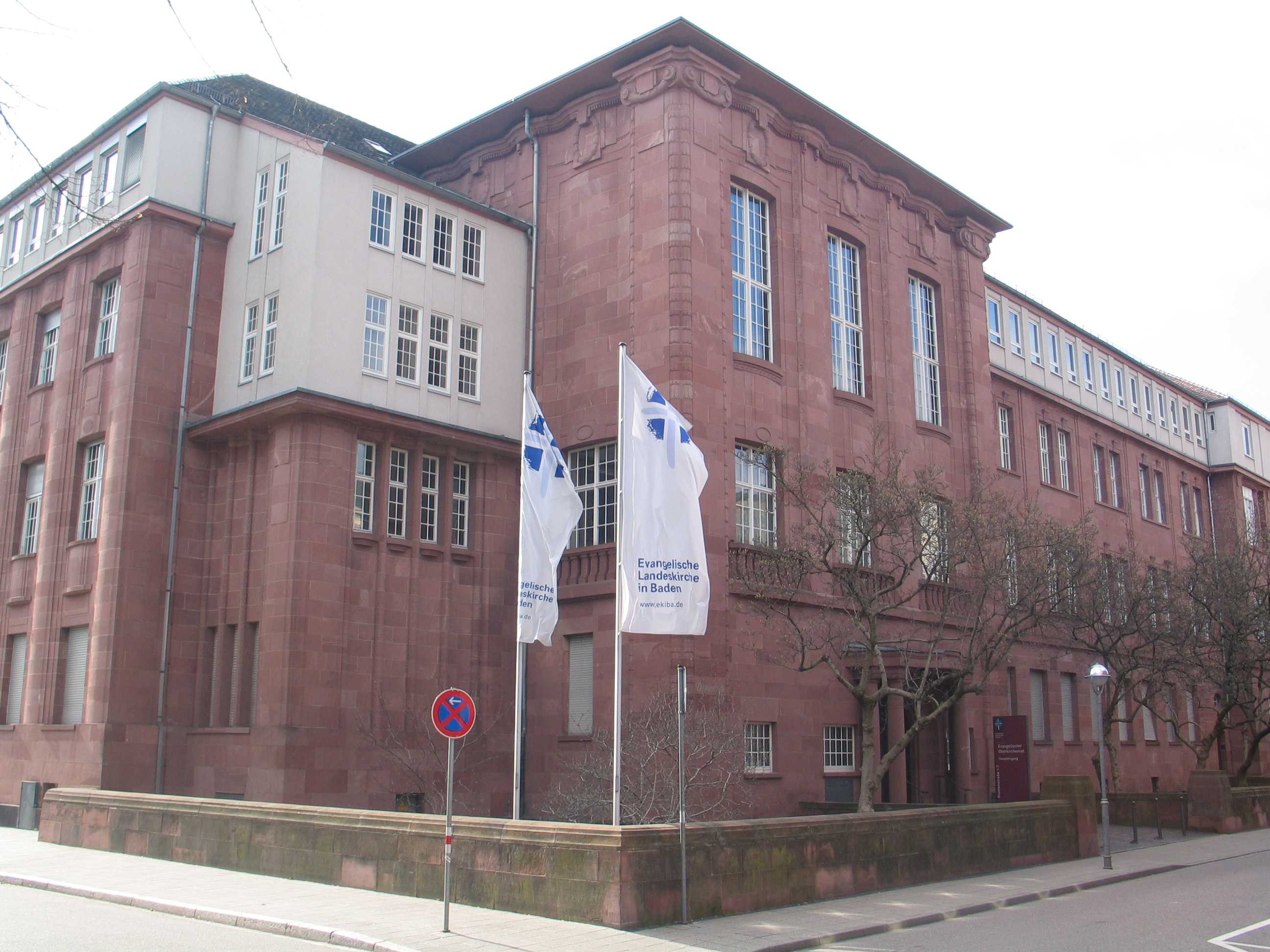
Sitz der Evangelischen Landeskirche Baden

Nach dem Krieg kehrte Grete Gillet nach Karlsruhe zurück und widmete sich mit ganzer Kraft dem Aufbau der Frauenarbeit. Neue Mitarbeiterinnen wurden eingestellt, die Arbeit wurde neu geordnet und neue Aufgaben kamen hinzu. Sie nahm die in der Nachkriegszeit besonders beschwerliche Reisetätigkeit wieder auf, stellte die Verbindung zu den Frauenkreisen im ganzen Land wieder her, führte Tagungen und Rüstzeiten durch. In der Geschäftsstelle wurden Arbeitsmaterialien für die Frauenkreise erstellt. Daneben erschien die Monatszeitschrift Der Kreis. Ein Blatt für die evangelische Frau, die sie verantwortete und herausgab. 1949 gab sie die Geschäftsführung der Frauenarbeit ab, konzentrierte sich ganz auf die theologische Leitung.

### Ruhestand
Zum 1. Januar 1963 trat Grete Gillet mit fast 68 Jahren in den Ruhestand. Weiterhin arbeitete sie als Redakteurin beim Kreis mit, führte Tagungen und Freizeiten durch, behielt die beliebten literarischen Abende in Mannheim und Heidelberg bei. Ihren 70. Geburtstag und das 50-jährige Doktorjubiläum am 10. April 1969 konnte sie noch feiern. Sie starb am 2. Juni 1970 mit knapp 75 Jahren in Heidelberg.

## Schwerpunkte ihres Wirkens

Grete Gillet wirkte in diesen 100 Jahren entscheidend mit

### Hauptamtliche Religionslehrerin in der Schule
Grete Gillet war insgesamt 16 Jahre als Religionslehrerin tätig. Sie unterrichtete an verschiedenen Schularten, die meiste Zeit an Fach- und Berufsschulen für Mädchen und junge Frauen in Mannheim. Nach eigenem Bekunden hat ihr das Unterrichten viel Freude gemacht. Dabei kamen ihr die Erfahrungen, die sie in der Jugendarbeit in Berlin gemacht hatte, zugute. Sie verstand Religionsunterricht als kirchlichen Dienst am ganzen Menschen und als Erziehungsauftrag. Als ab Mitte der 30er Jahre der konfessionelle Religionsunterricht im nationalsozialistisch regierten Staat zunehmend behindert wurde, beklagte sie: „Heute ist der Religionsunterricht in der Schule überall sowohl zeitlich wie inhaltlich verkürzt und allen Gefahren einer Überflutung mit fremden völkisch-religiösen oder gegenchristlichen Elementen ausgesetzt“. Insbesondere störte sie „die Austrittspropaganda durch die Lehrerschaft. Es ist nicht zuviel gesagt, von einer Liquidation dieses Unterrichts in diesem Schuljahr zu reden“, schreibt sie im Mai 1938 an die Kirchenleitung.
In den seit 1937 von der Landeskirche herausgegebenen Katechetischen Blättern, die faktisch den Lehrplan bildeten, erschien im Februar 1938 der sogenannte „Unterländer Entwurf“, ein Lehrplan für den Religionsunterricht an höheren Schulen, den Grete Gillet zusammen mit einigen Kolleginnen erarbeitet hatte. Die Auswahl der Themen zeigte ihren seelsorglichen Zugang zum Religionsunterricht, aber auch ihren Mut, aktuelle und brisante Themen lebensnah anzugehen. Obwohl offiziell nicht genehmigt, war dieser Lehrplan doch Richtschnur für die tätigen Katecheten und Katechetinnen.

### Mitbegründerin des Verbands Evangelischer Theologinnen Deutschlands
Sie war eine Pionierin für das Pfarramt für Frauen. Grete Gillet nahm 1925 an der ersten Theologinnentagung in Marburg teil. Sie gehörte damit zu den Gründerinnen des Verbands Evangelischer Theologinnen Deutschlands, der als Konvent Evangelischer Theologinnen Deutschlands im Jahr 2015 sein 90. Jubiläum feierte. Der Verband verstand sich als Interessenvertretung derjenigen Frauen, die an deutschen Universitäten Theologie studierten bzw. das Studium schon beendet hatten. Grete Gillet rief den badischen Landeskonvent ins Leben, den sie bis 1949 leitete. Sie lud zu Gesprächsabenden und Rüstzeiten, brachte die Theologinnen aus Baden, Bayern, Württemberg, der Pfalz und der Schweiz zu regelmäßigen Tagungen zusammen. Sie arbeitete an der Gestaltung und Ausgestaltung des „Amtes der Theologin“ in geistlicher und rechtlicher Hinsicht, letztlich das volle Pfarramt für die Frauen. Dafür setzte sie sich ein. Sie schrieb Briefe an die Kirchenleitung, erarbeitete Eingaben an die Synoden. Sie war Pionierin und Vorkämpferin für das Pfarramt für Frauen. An die Kirchenleitung schrieb sie, es sei „vielleicht wichtiger, dass Christus auf allerlei Weise verkündigt werde als um die Frage, ob durch Mann oder Frau“. Die ganze Frage der Wortverkündigung durch die Frau sei ja bis jetzt mehr von „dem Gesichtspunkt der kirchlichen Sitte und Empfindungen als von biblischen Begründungen aus“ angesehen worden.
Es brauchte noch eine Weile, bis die Kirchenleitung zustimmte. Gleichwohl wurden kriegsbedingt ab 1944 in Baden Frauen zur Versehung der verwaisten Pfarreien eingesetzt. Mit einer aus heutiger Sicht verwunderlichen Selbstverständlichkeit wurden sie nach Kriegsende wieder abgezogen. Der Streit um die Ordination und das volle Pfarramt für Frauen zog sich noch Jahre hin. Es dauerte bis 1971, bis in der Badischen Landeskirche galt: „Pfarrer im Sinne der Grundordnung ist auch die Pfarrerin.“ Damit war endlich die Gleichberechtigung im Pfarramt erreicht.
Grete Gillet blieb dem Theologinnenkonvent persönlich verbunden. Die stärkende Gemeinschaft der Schwestern war ihr wichtig. Als es 1970 um die Frage ging, ob der Verband aufgelöst werden sollte, da ja die Gleichstellung im Pfarramt erreicht war, sprach sie sich dagegen aus.

### Leiterin der Frauenarbeit

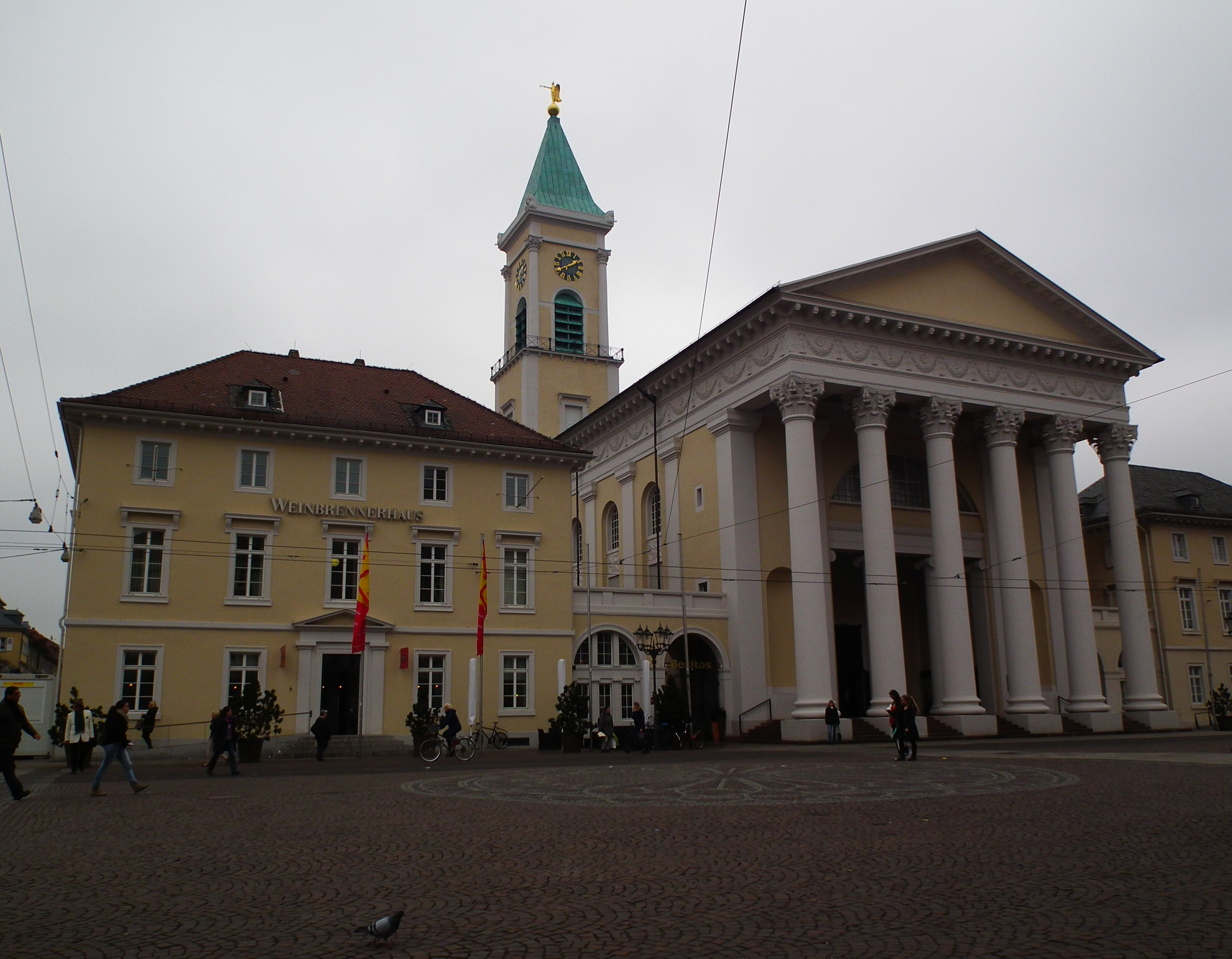
Die evangelische Stadtkirche neben dem Weinbrennerhaus

Seit 1940 leitete Grete Gillet die Frauenarbeit der Evangelischen Landeskirche in Baden. Nach der Zeit des Aufbaus und Ausweitung der Frauenarbeit war nun die Zeit der Bewährung gekommen. Stärker noch als bisher war Konzentration auf das Wesentliche gefordert: Bibelarbeit, Seelsorge und Schulungsarbeit. Lieder und Gebete wurden gesammelt und weitergegeben zum Trost in schwerer Zeit. Der Reisedienst wurde weitergeführt, trotz aller Kriegsbehinderungen und auch bei Bombenalarm. Pfarrfrauen und Gemeindehelferinnen wurden geschult, damit die Gemeinden nicht ohne Verkündigung, ohne Trost und Begleitung blieben.
Nach dem Krieg kehrte Grete Gillet wieder nach Karlsruhe zurück, um nun zum ersten Mal hauptberuflich die Leitung der badischen Frauenarbeit wahrzunehmen. Konfirmandenmütterabende und katechetische Kreise, Vortrags- und Gesprächsabende, Tagungen für Pfarrfrauen und Leiterinnen von Frauenkreisen – das alles verbunden mit mühsamen Dienstreisen in kalten Zügen. Die Verbindung zu den Frauenkreisen in ganz Baden mussten wieder aufgebaut werden. Ein enormes Arbeitspensum wurde bewältigt, unter Einsatz aller Kräfte. Auftrag der Frauenarbeit sei es, Frauen vom Evangelium her Orientierung zu geben für die verantwortliche Mitgestaltung des Lebens in allen Bereichen, in Familie und Beruf, in Kirche und Gesellschaft. Diesen Auftrag, der heute noch das Selbstverständnis der Evangelischen Frauen in Baden bestimmt, formulierte Grete Gillet und erfüllt ihn mit Leben.
Zentrales Kommunikationsmedium war Der Kreis. Ein Blatt für die evangelische Frau. Das Heft wurde von der Frauenarbeit der Evangelischen Landeskirche in Baden in den Jahren 1949 bis 1976 herausgegeben. Der Kreis verdankte sein Entstehen Grete Gillet, die über 20 Jahre lang Schriftleiterin des Monatsheftes war. Die Zeitschrift diente den Frauen als Lektüre in stillen Stunden, zum Vorlesen und Weiterschenken. Aber sie stellte auch die Verbindung her zwischen den Frauen im ganzen Land, zwischen den Teilnehmerinnen von Freizeiten und Rüsttagen, Älteren und Jüngeren, Berufstätigen und Familienmüttern, zwischen Flüchtlingen, Aussiedlern und Alteingesessenen. Ihr Inhalt umfasste Informationen aus der Landeskirche, Beiträge zu aktuellen familiären, gesellschaftlichen und kirchlichen Fragen, Literaturempfehlungen sowie geistliche Impulse und Bibelarbeiten.

## Impulse durch Grete Gillet

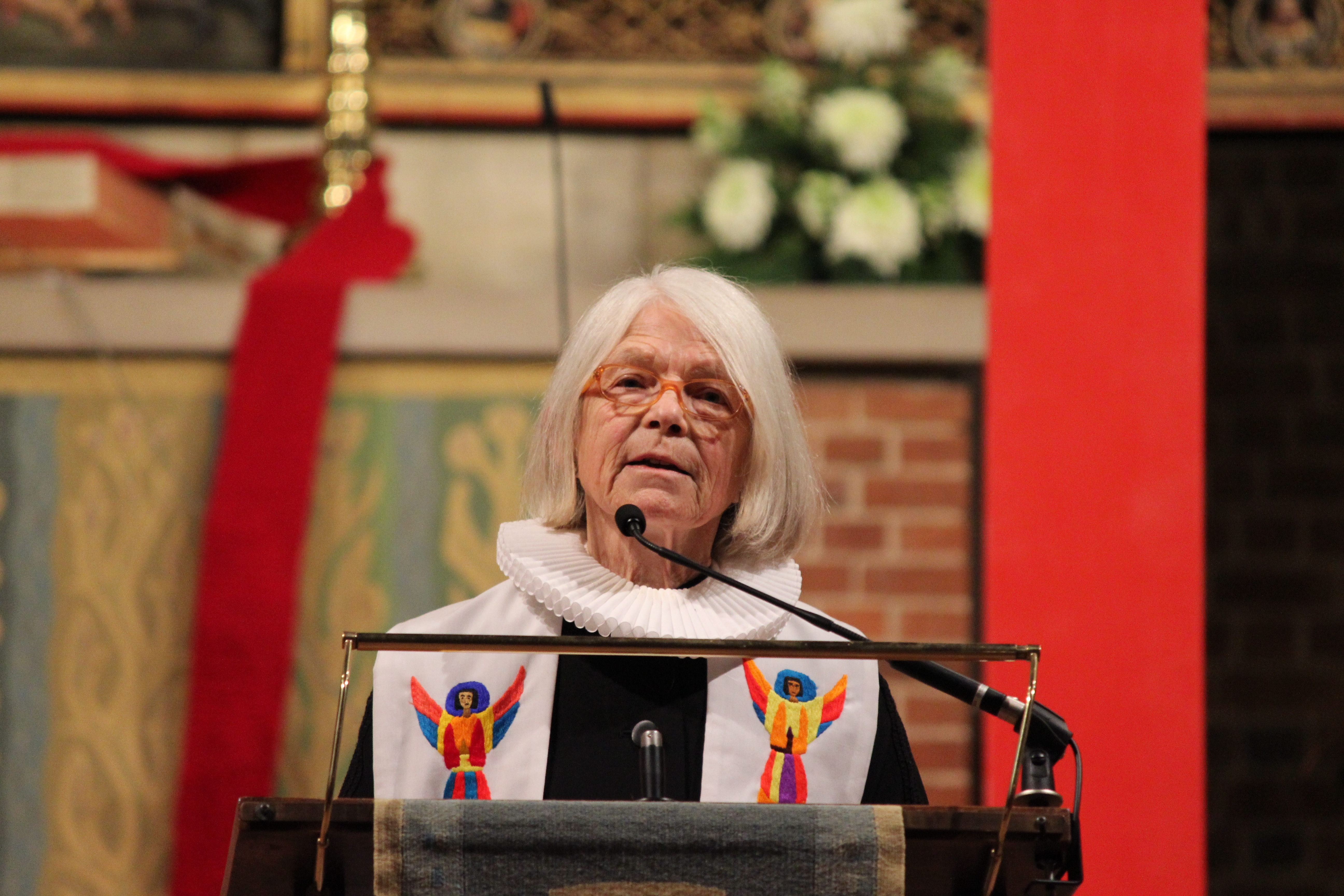
Heutzutage gibt es schon Bischöfinnen im Ruhestand: Maria Jepsen, 2015 in Hannover

### Die Bibel im Zentrum
Die Bibel war für Grete Gillet Richtschnur und Orientierungspunkt für Leben und Glauben. Sie hat den Schatz der Bibel insbesondere für Frauen neu aufgeschlossen und zugänglich gemacht. Bibelarbeiten, theologische Rüstzeiten und religionspädagogische Fortbildungen bildeten einen wesentlichen Schwerpunkt ihrer Arbeit.

### Christus, das Licht der Welt, Licht des Lebens
Die Sehnsucht nach dem Licht des Lebens begleitete Grete Gillet seit ihrer Konfirmation, prägte ihre Frömmigkeit und später ihr theologisches Nachdenken: Christus überwindet die menschlichen Ordnungen, die in oben und unten einteilen. Durch Christus kommt etwas Neues in die Welt. „Da ist nicht Jude noch Grieche, da ist nicht Sklave noch Freier, da ist nicht Mann noch Frau; denn ihr seid allesamt eins in Christus“ (Gal 3,28 ). Frauen wurden Nachfolgerinnen Jesu, Frauen waren die ersten Boten der Auferstehung, Frauen waren Teil der Pfingstgemeinde, Frauen übten in der Urgemeinde die wichtigsten Ämter aus. In zahlreichen Beiträgen im Kreis zeigte sie biblisch fundiert, theologisch reflektiert und mit einem kritischen Blick auf die Tradition: „Die Frau (hat) keine untergeordnete Stellung in der Bibel“, sie ist „ebenbürtige Partnerin“.

### Den Glauben ins Leben ziehen
Gillets theologisches Nachdenken fragte nach der Relevanz des Evangeliums in der Gegenwart, nach seiner Kraft, Klischees gesellschaftlicher und kirchlicher Geschlechterrollen aufzubrechen. Sie fand Spuren dieses Aufbruchs im Glauben in den Lebensgeschichten von Frauen zur Zeit der Reformation (Wibrandis Rosenblatt, Katharina Zell u. a.) aber auch der jüngeren Gegenwart (Elsa Brandström, Helen Keller u. a.). Sie fragte, wie sich „glauben“ im alltäglichen Leben, in Ehe und Familie, in Beruf und Engagement zeigen könne.

### Ökumene und Weltgebetstag
Zum Glauben heute gehörten nach Grete Gillets Ansicht auch die Ökumene und der Weltgebetstag, deren Bedeutung sie nach dem Krieg als eine der ersten erkannt hatte: „Die ökumenische Bewegung schließt die Kirchen zusammen, die im Geist des Evangeliums und der Versöhnung einander ‚brüderlich’ nahe sind (...) – Ich glaube, wir Frauen sind besonders berufen, Brücken zu bauen zwischen Mensch und Mensch (...). Daraus entstand der Weltfrauengebetstag am ersten Freitag der Passionszeit.“

## Leistungen
Grete Gillet hat als eine der ersten Theologinnen und als dienstälteste Theologin in Deutschland maßgeblich dazu beigetragen, den lange von den Kirchen versperrten Weg für Frauen in den Pfarrberuf zu ermöglichen. Ihre Leidenschaft galt dem Evangelium und seiner glaubwürdigen Verkündigung und Auslegung in die heutige Zeit. Dabei setzte sie sich auch kritisch und doch loyal mit ihrer Kirche auseinander. Zu ihrem 40-jährigen Dienstjubiläum am 19. April 1960 dankte man ihr für die treuen, vielseitigen und wertvollen Dienste, die sie in diesen vier Jahrzehnten getan hatte. Ihr Weg sei ein bahnbrechendes Ringen um den Dienst der Frau und der Vikarin in der Kirche gewesen.
Aus heutiger Perspektive mag manches, was Grete Gillet über die Rolle und Zuordnung der Geschlechter schrieb, konventionell oder konservativ erscheinen. Gleichwohl hat sie als Pädagogin und Theologin Entscheidendes für Mädchen und Frauen in den gesellschaftlichen Umbrüchen der Kriegszeit und Nachkriegszeit getan. Neben vielfältiger praktischer Lebens- und Überlebenshilfe hat sie insbesondere allein stehende Frauen, zu denen sie selbst gehörte, an ihre Würde erinnert und immer wieder der bis heute stark paar- und familienorientierten Arbeit der Kirche den Spiegel des Evangeliums vorgehalten, welches alle Menschen gleichermaßen in die Nachfolge ruft.

## Schriften
- Vom katechetischen Amt, in: Mitteilungen des Verbandes evangelischer Theologinnen Deutschlands 1 (1939), 5–9.
- (Hrsg.): Das Lied vom Troste. Aus der neueren geistlichen Dichtung der Gegenwart, Lahr 1946 (8. Aufl. 1970).
- (Hrsg.): Es leucht‘ wohl mitten in der Nacht. Ein Weihnachtsbuch, Lahr 1947.
- (Hrsg.): Ein Gebetbuch für die Familie. Chor der Beter aus alter und neuer Zeit, Lahr 1947 (3. neubearbeitete und erweiterte Auflage 1962).
- (Hrsg.): Das Licht des Lebens. Ein Weihnachtsbuch, Lahr 1949.

Zahlreiche Aufsätze von Grete Gillet in:
- Der Kreis. Ein Blatt für die evangelische Frau, u. a.;
- Die Frau in der Urchristenheit, April 1952;
- Die Frau in der Bibel. Gedanken zur Frage der Gleichberechtigung, Juli 1952;
- Die Frau im geistlichen Amt, Oktober 1962;
- Evangelische Frauenarbeit in Baden (Hrsg.): 40 Jahre evangelische Frauenarbeit in Baden, 1916–1956. Ein Rechenschaftsbericht von Dr. Grete Gillet, 1956.